# Mischief Makers
Mischief Makers, in Giappone Yuke Yuke!! Trouble Makers (ゆけゆけ！！トラブルメーカーズ?, Yuke yuke!! Toraburu Mēkāsu), è un videogioco a piattaforme del 1997 per Nintendo 64, sviluppato dalla Treasure e pubblicato dalla Enix e Nintendo.
La protagonista è Marina, un robot che ha l'obbiettivo di salvare il suo inventore dal pianeta Clancer.
Il titolo è stato presentato in occasione dell'Electronic Entertainment Expo del 1997 ed è stato pubblicato in Giappone, Nord America, Australia e Regno Unito.

## Accoglienza
Keith Stuart di The Guardian considerò Mischief Makers come uno dei trenta migliori videogiochi dimenticati nel corso del tempo.